# 擬波動関数
擬波動関数（ぎはどうかんすう、Pseudo wave function, Pseudowave function）は、内核電子の影響を擬ポテンシャルとして表現し、そのもとで価電子の波動関数を解いたものである。通常は密度汎関数法の枠内で、Kohn-Sham軌道を作製したものを指す。擬ポテンシャルは、孤立原子の計算によって作製し、これを固体や分子にも適用する場合が多い。ノルム保存型擬ポテンシャルでは、その作成条件（例：ノードレス（節がないこと）など）に基づいて作られる。
通常の擬波動関数は、内核近傍での節（ノード）などをまったく表現しないため、超微細構造や光学応答といった物理量の計算には適さない。ただし、PAW法のように、こうした問題への適用も念頭においた定式化も存在する。